# Citrus crassifolia
Espèce
Synonymes
- Fortunella crassifolia
- Fortunella x crassifolia

Citrus crassifolia, le kumquat Meiwa, est une espèce de kumquat, un type d'agrume du genre Citrus, famille des Rutacées. Elle a été décrite pour la première fois par le botaniste américain Walter Tennyson Swingle en 1915 sous le nom de Fortunella crassifolia.
Initialement, C. crassifolia a été décrit comme synonyme de Citrus japonica. Cependant, une analyse phylogénétique récente suggère que C. crassifolia est une seule « vraie » espèce,,.
C. crassifolia a été importée de Chine au Japon à la fin du XIXe siècle. C'est un hybride de Nagami et Marumi. Il a des fruits ovales et des feuilles épaisses et a été caractérisé comme une espèce différente par Swingle. Son fruit est généralement consommé avec la peau.